# College Park (Georgia)
College Park – miasto w Stanach Zjednoczonych, w stanie Georgia, w hrabstwie Fulton.

## Demografia
Według przeprowadzonego przez United States Census Bureau spisu powszechnego w 2010 miasto liczyło 13 942 mieszkańców, co oznacza spadek o 31,6% w porównaniu do roku 2000. Natomiast skład etniczny w mieście wyglądał następująco: Biali 13,0%, Afroamerykanie 79,4%, Azjaci 0,9%, pozostali 6,7%. Kobiety stanowiły 52,7% populacji.
Po upływie kolejnych 13 lat (2023), liczba mieszkańców nieznacznie się zmniejszyła (spadek o 0,54%) do 13 867 osób, a gęstość zaludnienia spadła poniżej 553 osób/km².